# Reinhard Anders
Reinhard Anders (* 10. Februar 1940 in Seifersdorf; † 12. Januar 2025 in Luckenwalde) war ein deutscher Tierarzt und Volkskammerabgeordneter. Er vertrat die CDU in der letzten Legislaturperiode der Volkskammer als Abgeordneter.

## Leben
Anders wurde 1940 im niederschlesischen Seifersdorf als Sohn eines Melkers geboren. 1948 musste Anders mit seiner Familie infolge der polnischen Umsiedlungspolitik seine Heimat verlassen. Die Familie ließ sich im Bereich der damals noch eigenständigen Gemeinde Frankenfelde bei Luckenwalde nieder, wo Anders eingeschult wurde und bis 1953 die Grundschule besuchte. Anschließend wechselte er an die gerade erst gegründete Kinder- und Jugendsportschule in Luckenwalde, später an die KJS Brandenburg, wo er 1959 auch sein Abitur ablegte. Danach nahm Anders in Leipzig an der dortigen Karl-Marx-Universität ein Studium der Veterinärmedizin auf, welches er 1964 als Tierarzt erfolgreich abschloss. Nachdem er 1965 die Pflichtassistenz absolviert hatte, übernahm er zu Beginn des Jahres 1966 die Staatliche Tierarztpraxis in Meinsdorf im Kreis Jüterbog. Während seiner Pflichtassistenz trat Anders in die DDR-Blockpartei CDU ein. Mit der Dissertation Beziehungen zwischen Körpermaßen, Erstkalbealter und der Leistung von RL-Kühen im Bezirk Potsdam wurde er im Frühjahr 1967 zum Dr. med. vet. an der Uni Leipzig promoviert. Nach Erlangen dieses Titels war Anders langjähriger Fachtierarzt für Schweineproduktion beim Rat des Kreises Jüterbog und betreute diverse Rinder- und Schweinezuchtanlagen im Kreis Jüterbog. Bis zur Politischen Wende 1989 in der DDR eher nur Parteimitglied, ließ sich der damals 49-jährige Tierarzt zu den ersten freien Volkskammerwahlen am 18. März 1990 als Kandidat im Wahlbezirk Potsdam aufstellen. Da die CDU in diesem Wahlbezirk 8 Mandate erringen konnte, zog Anders durch seinen Listenplatz 6 als Abgeordneter in das letzte DDR-Parlament ein. In der Volkskammer agierte er als stellvertretender Vorsitzender des Ausschusses für Jugend und Sport.
Nachdem Anders bereits seit 1985 Mitglied der Provinzialsynode der Evangelischen Kirche Berlin-Brandenburg war, engagierte er sich über Jahrzehnte im Freundeskreis des Schlosses Wiepersdorf.